# Port lotniczy Poznań-Ławica
Port Lotniczy Poznań-Ławica im. Henryka Wieniawskiego (kod IATA: POZ, kod ICAO: EPPO) – międzynarodowy port lotniczy, jedno z najstarszych lotnisk w Polsce, położone 7 km na zachód od centrum Poznania przy trasie na Berlin i Buk.
Pod względem liczby odprawianych pasażerów i liczby operacji lotniczych był to w 2019 roku 7. polski port lotniczy za portami: Warszawa-Okęcie, Kraków-Balice, Gdańsk-Rębiechowo, Katowice-Pyrzowice, Warszawa-Modlin i Wrocław-Strachowice. Lotnisko posiada system ILS kategorii drugiej (CAT II).

## Położenie
Port lotniczy mieści się w zachodniej części miasta Poznania, w północnej części osiedla samorządowego Ławica, przy ul. Bukowskiej, będącej drogą wojewódzką nr 307. Znajduje się ok. 7 km na zachód od centrum Poznania. Port jest położony we wschodniej części Pojezierza Poznańskiego.

## Patron portu
Początkowo planowano nadanie portowi lotniczemu w Poznaniu imię Ignacego Jana Paderewskiego, jednak z uwagi na fakt, że port lotniczy w Bydgoszczy dokonał wcześniej takiego wyboru, koncepcja upadła. W 2005 zainicjowano działania mające na celu nadanie portowi imienia Henryka Wieniawskiego – wybitnego polskiego skrzypka, kompozytora i pedagoga. Imię nadano 29 października 2006 – w dniu finału XIII Międzynarodowego Konkursu Skrzypcowego im. Henryka Wieniawskiego. Matkami chrzestnymi były: Ida Haendel, Wanda Wiłkomirska i Marina Iaszwili – wybitne skrzypaczki, które w przeszłości były laureatkami Konkursu.

## Historia
Północna część terenu lotniska w latach 1913–2009 użytkowana była przez wojsko, podczas gdy południową zajmował cywilny port lotniczy. W związku z tym, że ścieżka podejścia biegnie ponad centrum miasta, co pewien czas pojawiają się koncepcje przeniesienia poznańskiego portu lotniczego w inne miejsce.

### Wydarzenia

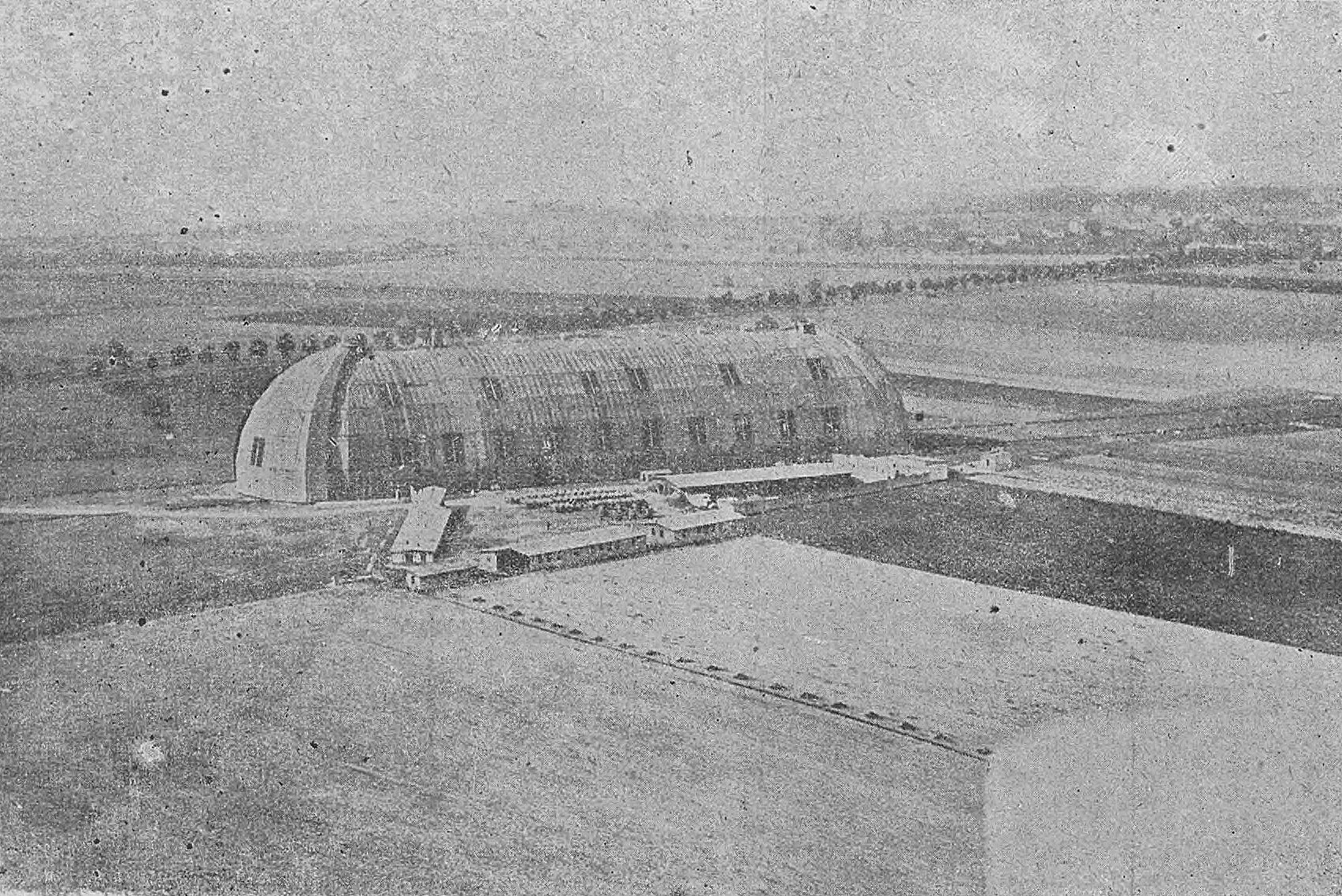
Hangar w Ławicy (1922)

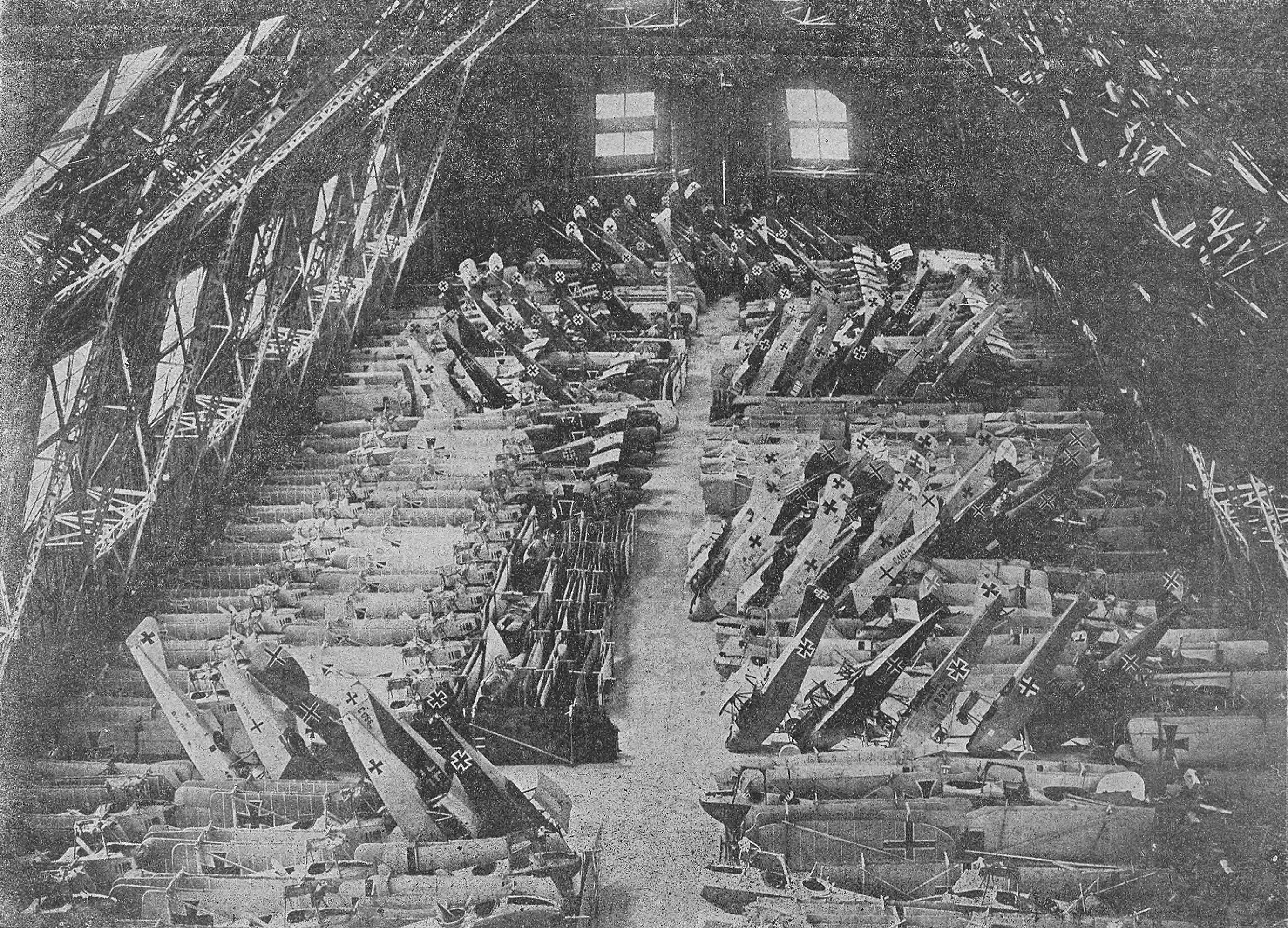
Polska flota powietrzna w Ławicy (1922)

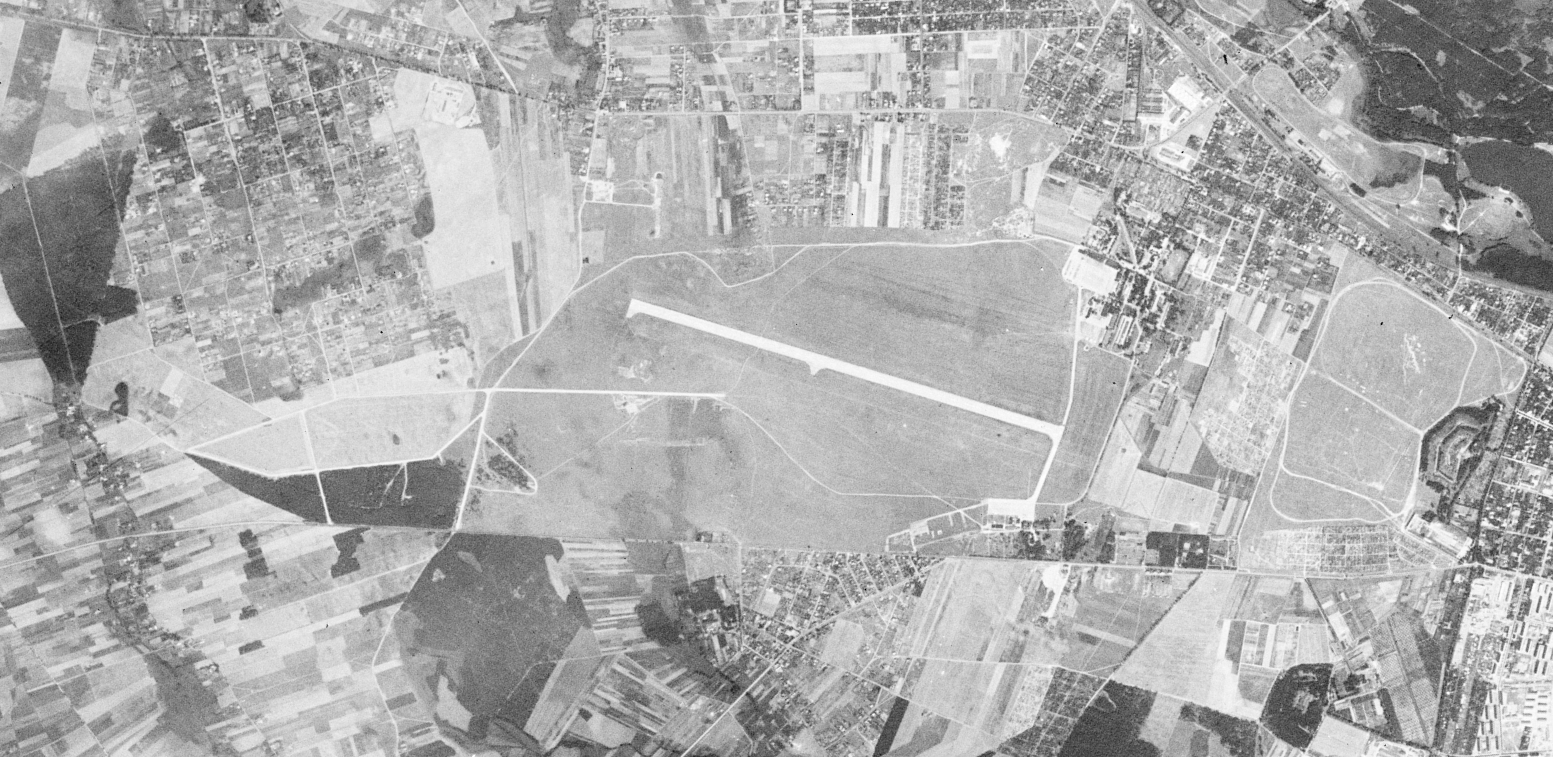
Lotnisko i okolice sfotografowane przez amerykańskiego satelitę wywiadowczego (23 sierpnia 1965)

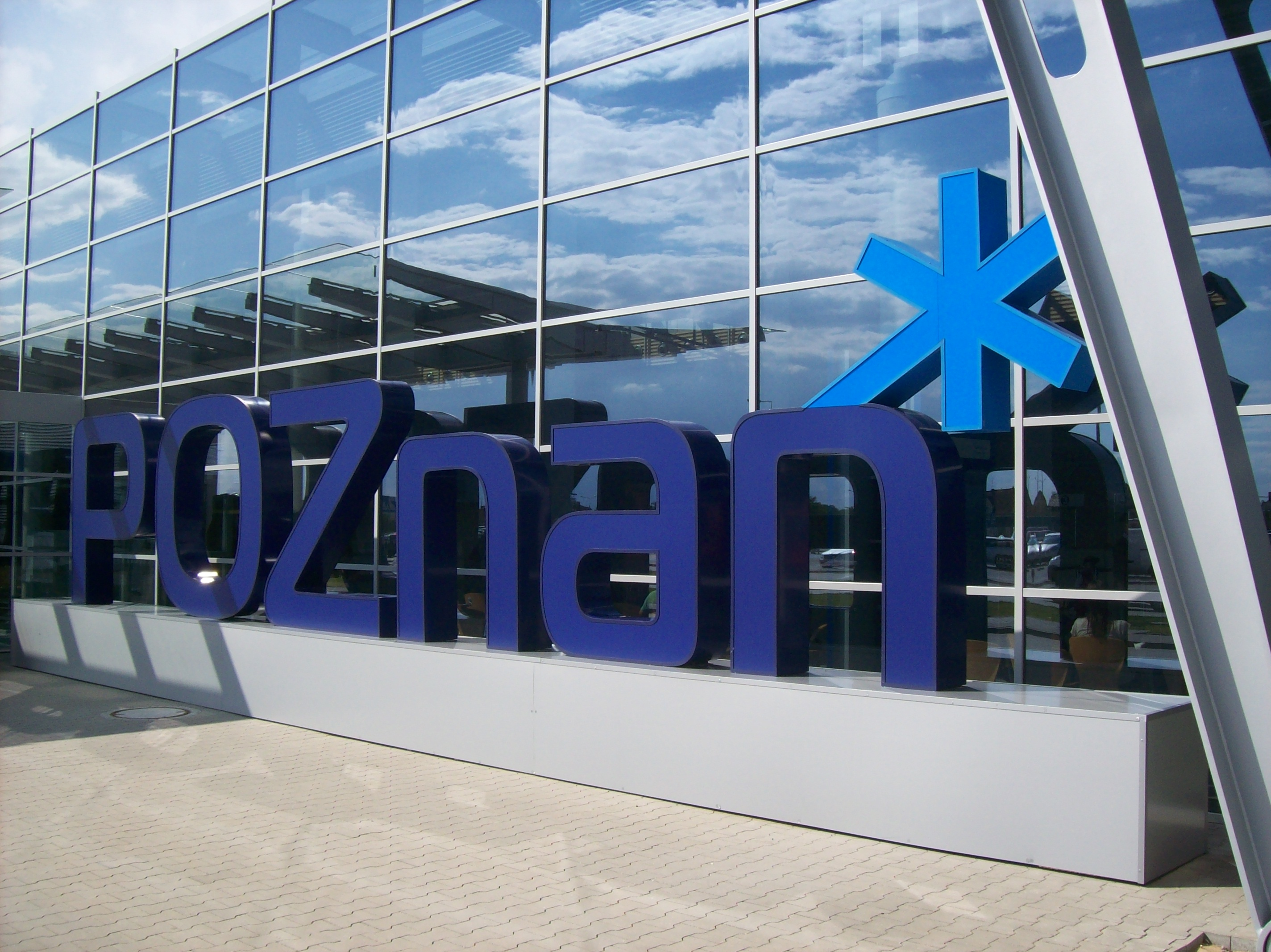
Logo Poznania przed terminalem lotniczym

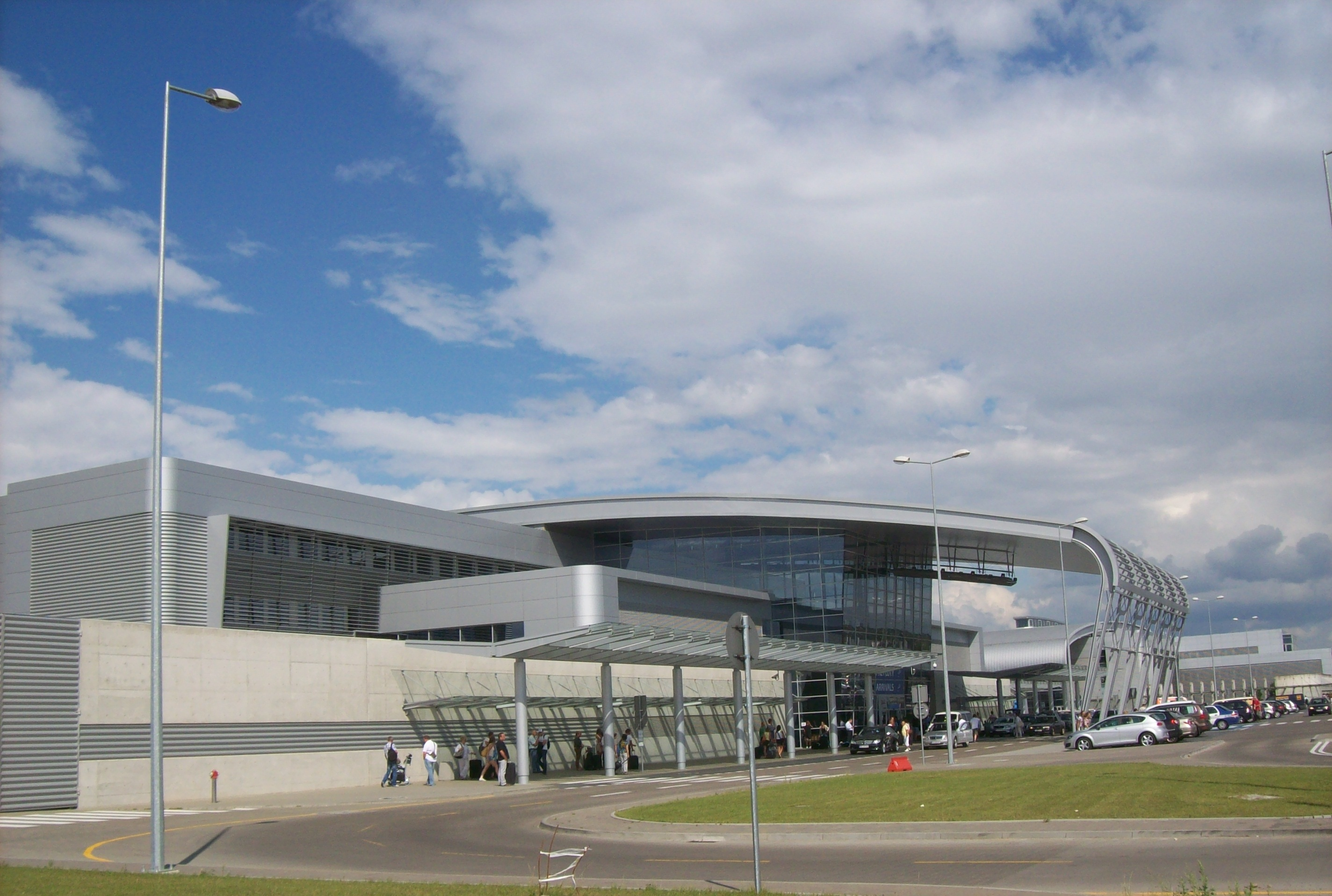
Widok na terminal lotniska Poznań-Ławica

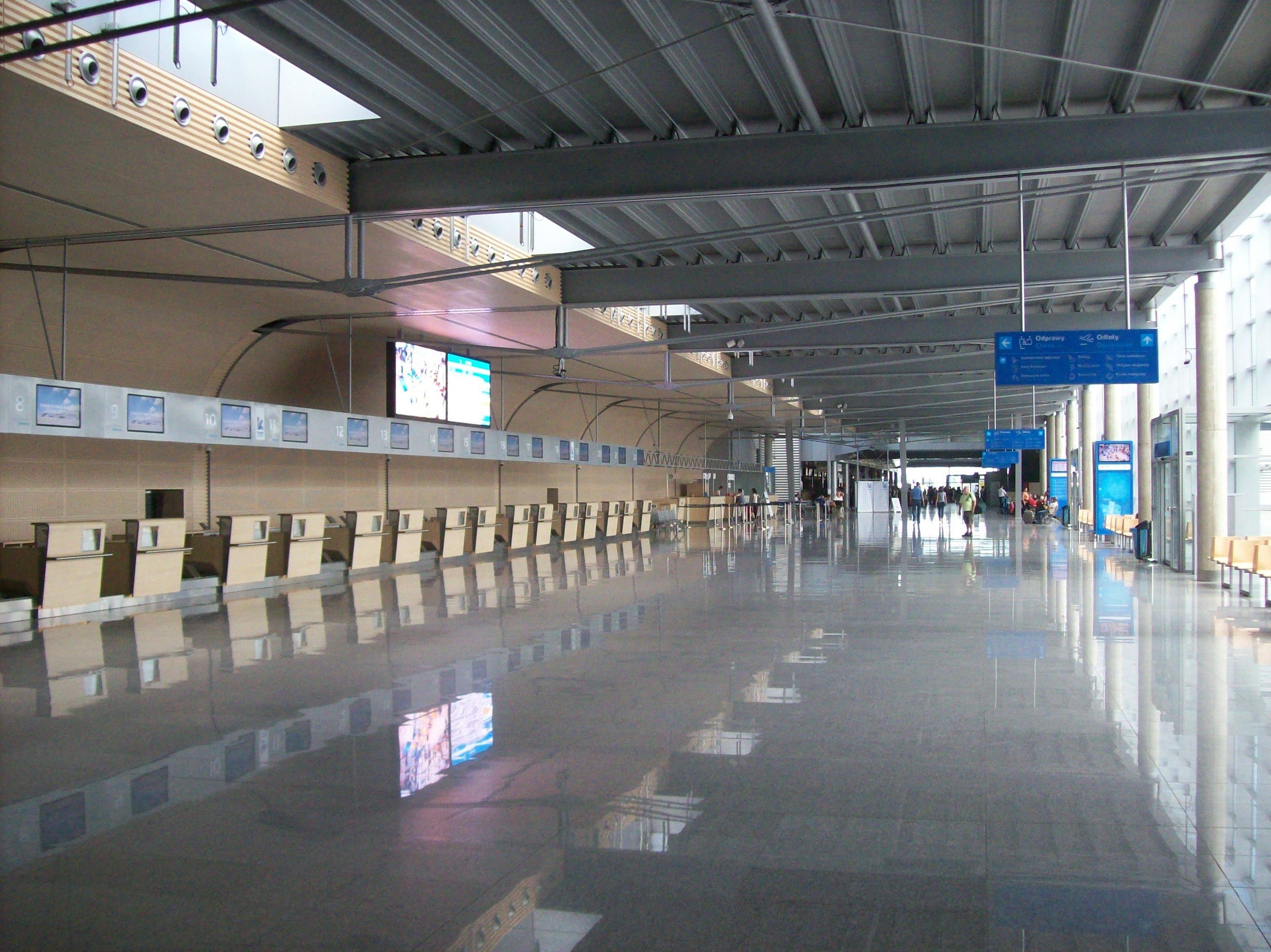
Wnętrze terminalu pasażerskiego na lotnisku Poznań-Ławica

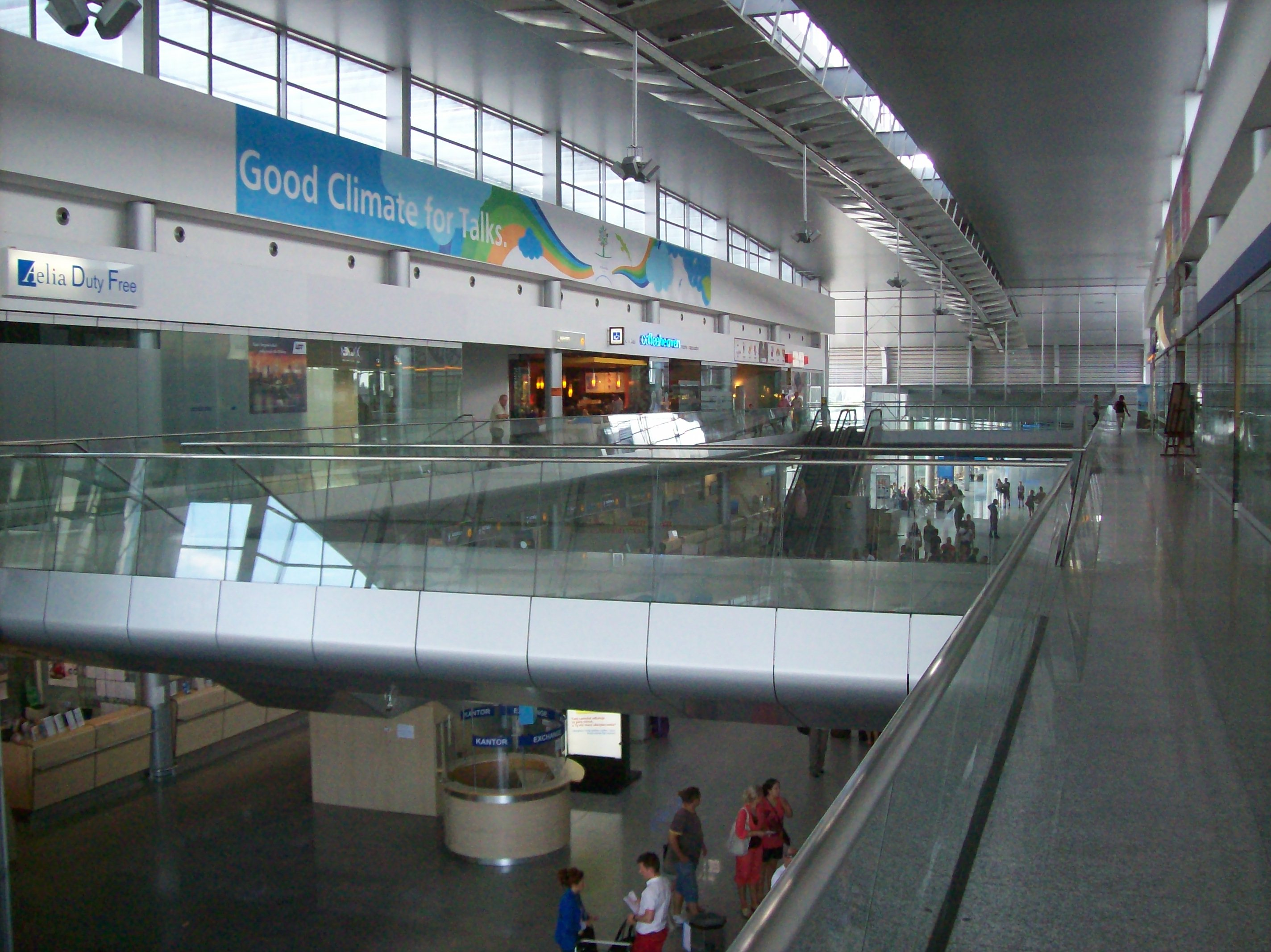
Wnętrze terminalu pasażerskiego Poznań-Ławica

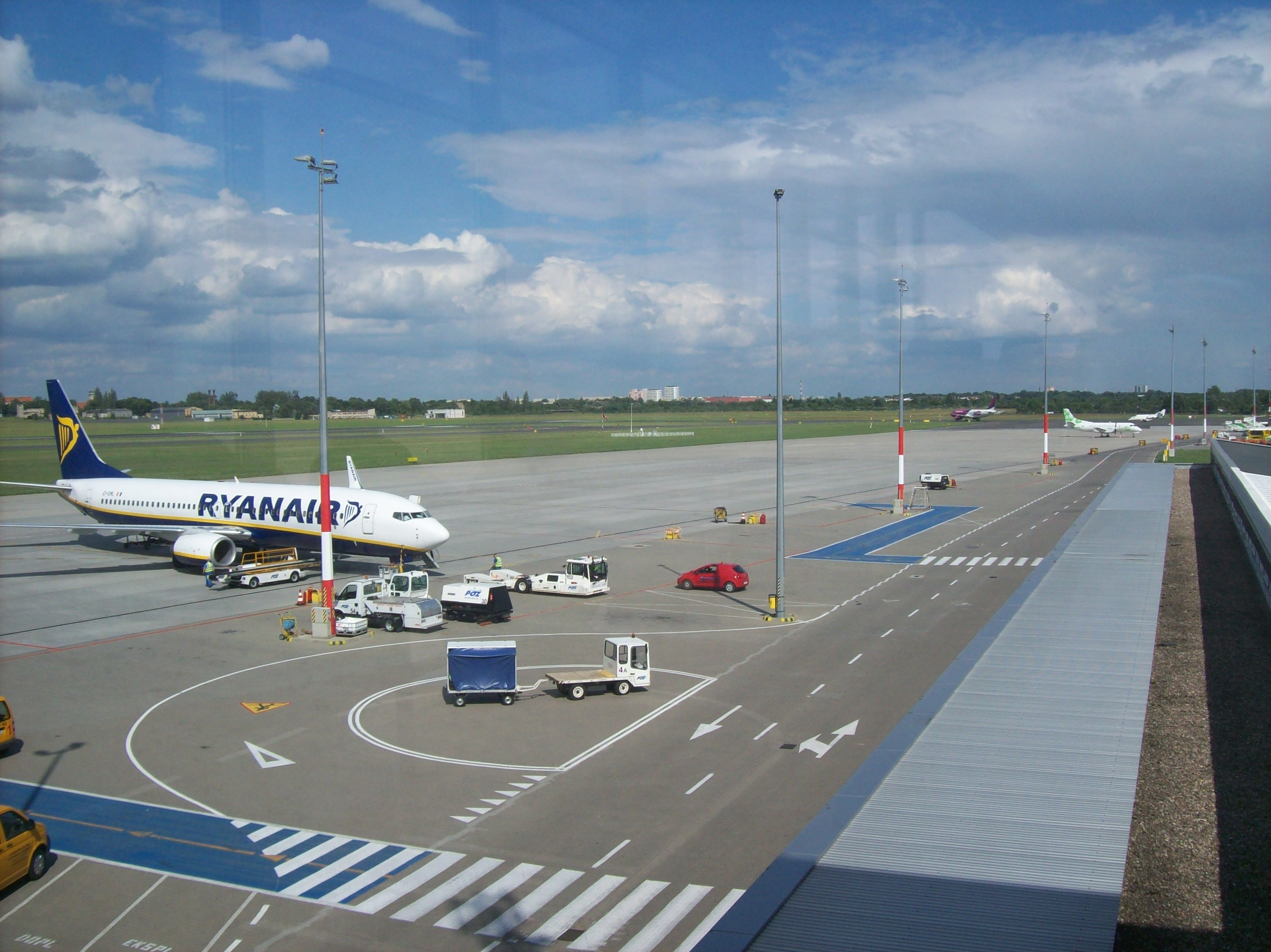
Płyta postojowa na lotnisku Poznań-Ławica

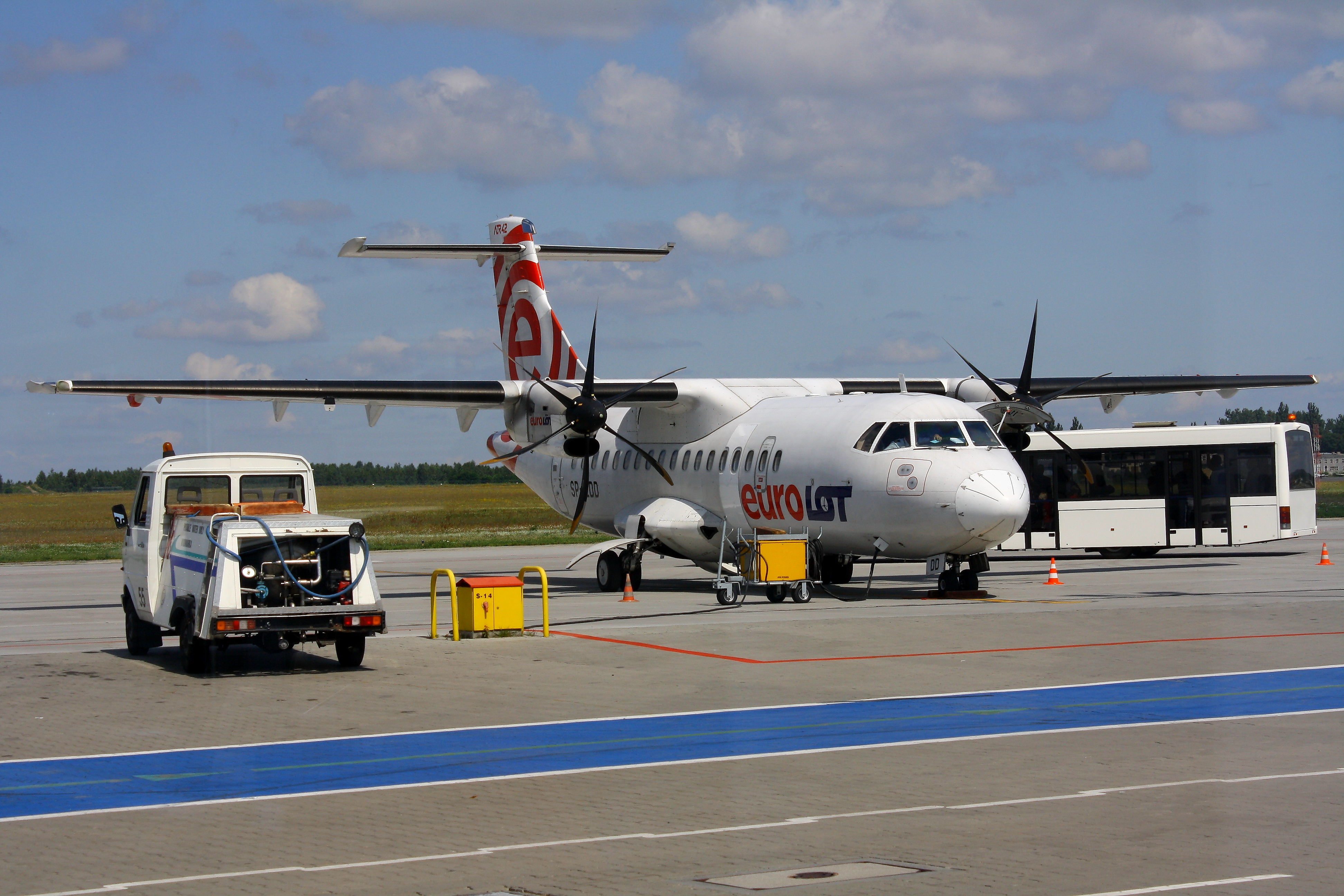
Samolot linii Eurolot na płycie poznańskiego lotniska

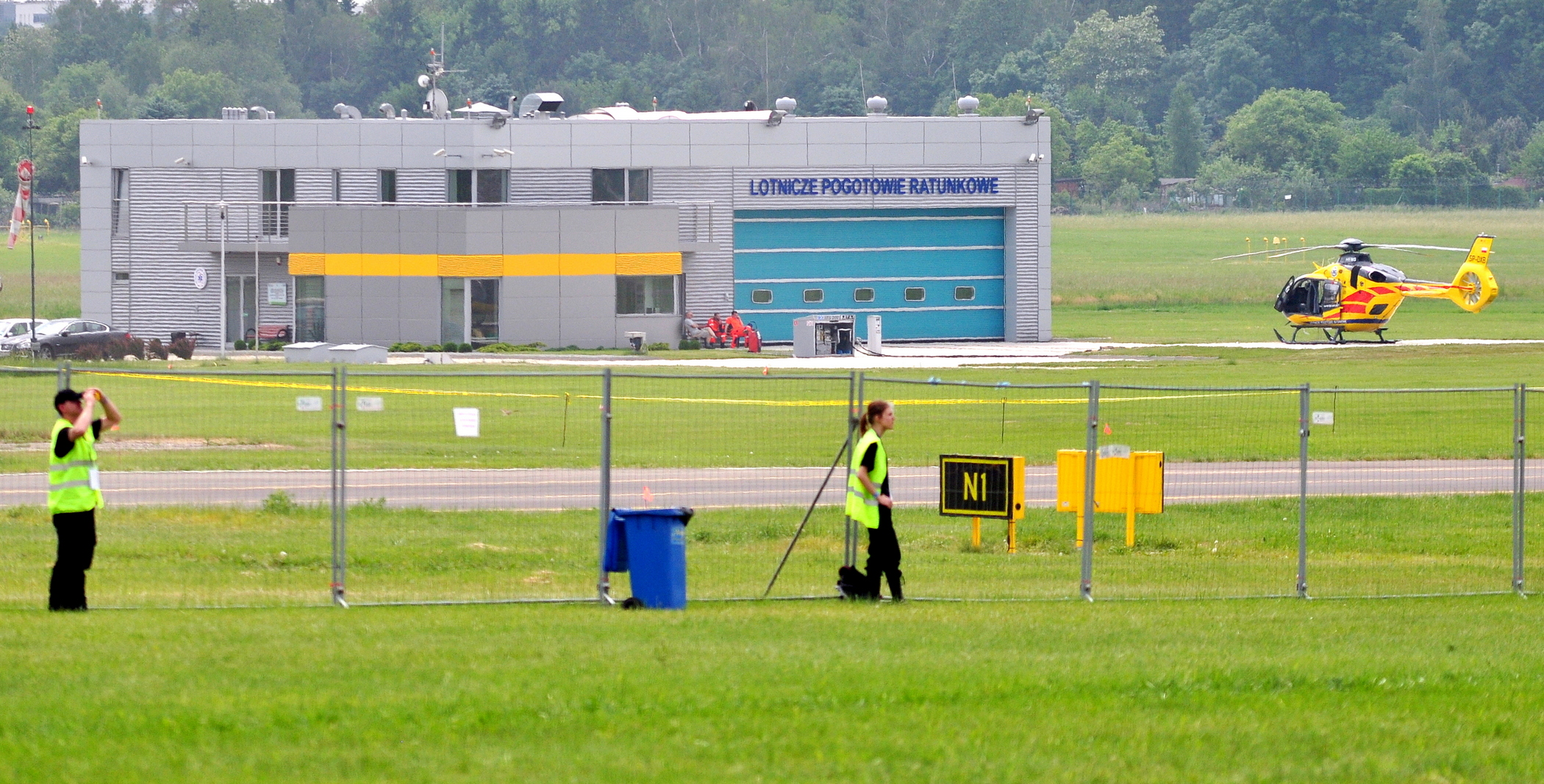
Baza Lotniczego Pogotowia Ratunkowego

- 26 sierpnia 1913 – Władze niemieckie w podpoznańskiej wsi Ławica zbudowały na obszarze około 300 ha lotnisko wojskowe. Uroczystego otwarcia obiektu dokonał cesarz Wilhelm II. Lotnisko posiadało hangary na 30 samolotów, warsztaty i koszary specjalnej jednostki wojskowej zajmującej się szkoleniem pilotów oraz przeglądami i naprawą samolotów[6].
- 6 stycznia 1919 – powstańcy wielkopolscy zdobyli lotnisko, przejęte zostało 26 sprawnych samolotów oraz ok. 400 rozmontowanych (z tego ok. 100 nadawało się do kasacji, a większość została później skompletowana i weszła w skład polskiego lotnictwa wojskowego)[7]. Jedną z akcji powstańczego lotnictwa był nalot na lotnisko we Frankfurcie nad Odrą.
- 10 maja 1921 – podczas trwania I Targu Poznańskiego (obecnie Międzynarodowe Targi Poznańskie) z lotniska wystartowały do Warszawy i Gdańska pierwsze w Polsce komunikacyjne samoloty w ruchu komercyjnym. Początek przewozu poczty przez poznańskie przedsiębiorstwo Aero-Targ.
- 13 kwietnia 1945 (godz. 9.30) – oficjalna inauguracja pierwszej po II wojnie światowej linii okrężnej Warszawa–Łódź–Poznań–Katowice–Łódź–Warszawa (dostępnej dla wszystkich od 15 kwietnia). Samolotem Douglas przylecieli m.in. Iwan Tielnow (szef sztabu lotnictwa radzieckiego), minister Tadeusz Kapeliński i dziennikarze. Witał ich m.in. wojewoda Michał Gwiazdowicz. O 10.00 goście odlecieli do Katowic[8].
- 15 kwietnia 1945 – inauguracja ogólnodostępnych przewozów linią okrężną. W poniedziałki, środy i piątki samolot przylatywał o 9.50, a o 10.20 odlatywał do Katowic. We wtorki, czwartki i soboty przylatywał o 11.20, a odlatywał o 11.50 do Łodzi (w Warszawie lądował o 13.40). Taryfa wynosiła 2 złote za kilometr, a za bagaż ponad 10 kg opłata wynosiła 5 groszy za kilometr. Bilety sprzedawało biuro Lotu na Placu Wolności 3, skąd też przewożono pasażerów na lotnisko[8].
- czerwiec 1956 – zorganizowanie sztabu partyjno-wojskowego podczas powstania poznańskiego – obecny był m.in. Józef Cyrankiewicz[9].
- 1971 – wydłużenie pasa do 2500 metrów.
- 29 sierpnia 1985 – oddanie do użytku budowanych od 1982 roku obiektów Zespołu Lotnictwa Sanitarnego (uczestniczył m.in. gen. Józef Tenerowicz)[10].
- 23 sierpnia 1991 na lotnisku odbyły się pokazy Air Show–Poznań 1991 z udziałem gości z takich armii takich krajów jak USA, Rosja czy Francja.
- 28 marca 1993 – uruchomienie pierwszego zagranicznego połączenia – z Düsseldorfem (obecnie zawieszone).
- 25 marca 1995 – uruchomienie połączenia z Dreznem (obecnie zawieszone).
- 28 października 1995 – uruchomienie połączenia z Kopenhagą–Kastrup.
- 10 sierpnia 1996 – ćwiczenia NATO, lądowanie wielu wojskowych samolotów, w tym samolotu transportowego Lockheed C-141 Starlifter.
- 12 sierpnia 1996 – lądowanie samolotu transportowego An-124 Rusłan, który przywiózł dwa kompresory dla Zakładów Górnictwa Nafty i Gazu.
- 11 lipca 1997 – przekształcenie portu w spółkę z ograniczoną odpowiedzialnością.
- 11 sierpnia 1997 – kolejna wizyta samolotu transportowego An–124 Rusłan.
- 23 września 1997 – otwarcie zmodernizowanego terminalu. Zwiększyło to jego powierzchnię do 2400 m², oraz pozwoliło powiększyć możliwą liczbę obsługiwanych rocznie pasażerów do 900 000 osób.
- 12 grudnia 1997 – zakończenie budowy nowego parkingu na 200 samochodów.
- 28 października 1998 – uruchomienie połączenia z Hanowerem (obecnie zawieszone).
- 2000 – Początek budowy nowego terminalu pasażerskiego.
- 28 października 2000 – uruchomienie połączenia z Brukselą (obecnie zawieszone).
- 22 listopada 2000 – podpisanie porozumienia o partnerstwie z portem lotniczym Ren-Men we Frankfurcie nad Menem.
- 17 grudnia 2000 – oddanie do użytku powiększonej do 36 200 m² płyty postojowej samolotów.
- 2 lutego 2001 – otwarcie terminalu cargo.
- 25 marca 2001 – uruchomienie połączenia z Zieloną Górą-Babimost (zawieszone od 1 września 2004 roku).
- 4 listopada 2001 – otwarcie nowego terminalu pasażerskiego.
- 8 kwietnia 2002 – uruchomienie połączenia z Wiedniem (obecnie zawieszone).
- 27 października 2002 – uruchomienie połączenia z portem lotniczym Ren-Men we Frankfurcie nad Menem.
- marzec 2003 – otwarcie składu wolnocłowego.
- 4 lipca 2003 – oddanie do użytku zmodernizowanego terminalu General Aviation.
- 5 lipca/6 lipca 2003 – pokazy „Military and Air Show”.
- 14 sierpnia 2003 – lądowanie największego latającego obecnie samolotu An-225 Mrija.
- 6 października 2003 – otwarcie połączenia z Kolonia/Bonn-Konrad Adenauer (obecnie zawieszone).
- 26 października 2003 – uruchomienie połączenia z Monachium.
- 8 grudnia 2003 – Air Polonia uruchomiła połączenie z Londynem, później również z Brukselą (połączenia zawieszone po bankructwie przewoźnika).
- 26 maja 2004 – Ławica otrzymuje od Prezesa Urzędu Lotnictwa Cywilnego Certyfikat Lotniska Użytku Publicznego.
- 2 grudnia 2004 – oddanie do użytku nowej drogi kołowania.
- 25 kwietnia 2005 – Dauair uruchomił połączenie do Dortmundu (zawieszone w sierpniu 2006 po bankructwie linii).
- 5 września 2005 – Dauair uruchomił połączenie do Hanoweru i Zurychu (zawieszone w sierpniu 2006 po bankructwie linii).
- 18 września 2005 – Wizz Air uruchomił połączenie do Londynu–Luton.
- 23 września 2005 – Ryanair uruchomił połączenie do Londynu–Stansted.
- 29 września 2006 – Ryanair uruchomił połączenie do Liverpoolu–John Lennon.
- 29 października 2006 – nadanie Portowi imienia Henryka Wieniawskiego.
- 18 czerwca 2007 – Wizz Air ogłosił, że od 31 stycznia 2008 lotnisko będzie ich czwartym hubem w Polsce.
- 28 lipca 2007 – Wizz Air uruchomił połączenie do Sztokholmu–Skavsta.
- 2 października 2007 – Wizz Air uruchomił połączenie do lotniska w Dortmundzie.
- 28 października 2007 – Centralwings uruchomił połączenie do lotniska w Edynburgu.
- 30 października 2007 – Ryanair uruchomił połączenie do lotniska w Gironie promowanego jako Barcelona/Girona (90 km od centrum Barcelony).
- 31 października 2007 – Centralwings uruchomił połączenie do Paryża–Beauvais–Tillé.
- 2 listopada 2007 – Centralwings uruchomił połączenie do Rzymu–Ciampino.
- 8 listopada 2007 – Ryanair uruchomił połączenia do lotniska w Bristolu oraz portu lotniczego East Midlands.
- 31 stycznia 2008 – Wizz Air otworzył swoją bazę operacyjną na Ławicy.
- 31 stycznia 2008 – Wizz Air uruchomił nowe połączenia do Malmö–Sturup, Oslo–Torp (100 km od Oslo), Doncaster/Sheffield–Robin Hood i Glasgow–Prestwick (46 km od centrum Glasgow).
- 29 marca 2008 – Aer Lingus zawiesza loty do Dublina.
- 30 marca 2008 – British Airways uruchomiły nowe połączenie do portu lotniczego Londyn–Gatwick.
- 1 kwietnia 2008 – Jet Air uruchomił połączenie do Bydgoszczy–Szwederowo i Krakowa–Balice.
- 13 maja 2008 – Wizz Air likwiduje połączenie do Sztokholmu–Skavsta.
- 15 maja 2008 – Wizz Air otworzył połączenie do Sztokholmu–Västerås.
- 1 września 2008 – Jet Air uruchomił połączenie do Berlina–Tegel.
- 26 października 2008 – British Airways zamknęły na sezon zimowy połączenie do Londynu–Gatwick.
- listopad 2008 – rozpoczęta przebudowa pasa startowego. Pas został przedłużony o 400 metrów w stronę miasta i 60 metrów w stronę Przeźmierowa (Informacja AIP sup. 31/08).
- 5 listopada 2008 – Ryanair uruchomił połączenie do Edynburga.
- 12 grudnia 2008 – Wizz Air otworzył połączenie do Rzymu.
- 19 grudnia 2008 – Wizz Air otworzył połączenie do Cork.
- 17 stycznia 2009 – Wizz Air otworzył sezonowe (narciarskie) połączenie do Mediolanu–Bergamo (działało do kwietnia 2009 roku).
- 30 marca 2009 – Lufthansa otworzyła połączenie do Frankfurtu-Ren Men.
- 23 grudnia 2009 – wojewoda wielkopolski przejął wojskową część lotniska o powierzchni 18,35 ha od Agencji Mienia Wojskowego.
- 14 marca 2010 – Wizzair uruchomił połączenie do Paryża–Beauvais–Tillé.
- 28 marca 2010 – Wizzair uruchomił połączenie do Mediolanu–Bergamo.
- 1 maja 2010 – Ryanair uruchomił połączenie do Mediolanu–Bergamo.
- 3 maja 2010 – Ryanair uruchomił połączenia do Alicante.
- 27 marca 2011 – Wizzair uruchomił połączenie do Barcelony El Prat.
- czerwiec 2011 – początek rozbudowy płaszczyzn lotniskowych: równoległej drogi kołowania i płyty postojowej. Projekt współfinansowany przez Unię Europejską ze środków Funduszu Spójności w ramach Programu Operacyjnego Infrastruktura i Środowisko.
- 15 lutego 2012 – OLT Express ogłosił, że od 2 kwietnia 2012 uruchomi 6 nowych krajowych połączeń do Gdańska, Katowic, Krakowa, Szczecina, Warszawy i Wrocławia.
- 8 maja 2012 – inauguracja rozbudowanych płaszczyzn lotniskowych: nowej równoległej drogi kołowania oraz rozbudowanej płyty postojowej.
- 3 czerwca 2012 – otwarcie nowego terminalu T3 (przyloty).
- lipiec 2012 – kontynuacja rozbudowy terminalu pasażerskiego. Początek prac przy budowie nowej sortowni bagażu oraz rozbudowie strefy odlotów.
- 1 października 2013 – Prezydent RP Bronisław Komorowski dokonał oficjalnego otwarcia terminalu pasażerskiego po całkowitej rozbudowie i modernizacji (w setną rocznicę działalności portu)[11]. Rozbudowany terminal ma ok. 23 000 m² powierzchni użytkowej i przepustowość na poziomie 3 milionów pasażerów rocznie[12].
- grudzień 2014 – zakończono prace budowlane poznańskiej wieży kontroli ruchu lotniczego przy ulicy Przytocznej na poznańskim Sytkowie. Wartość przeprowadzonych prac szacuje się na 22 mln złotych netto. Nowo powstała wieża liczy 34 metry wysokości, gdzie centralne miejsce jest przeznaczone do kontroli nad ruchem powietrznym; znajduje się tam również miejsce na funkcję wypoczynkową. Na samym szczycie wieży powstał taras[13].
- 30 marca 2015 – Wizz Air uruchomił połączenie do Malmö–Sturup.
- kwiecień–październik 2015 – prace modernizacyjne drogi startowej mające na celu poprawę bezpieczeństwa wykonywania operacji lotniczych. Planowane od 2007 roku w ramach wieloletniego programu rozbudowy lotniska[14].
- 18 stycznia 2016 – pierwsze w historii lądowanie Boeinga 777 (linii Emirates, przekierowanego z powodu złej pogody w Warszawie).
- 11 stycznia 2017 – pierwsze w historii lądowanie Boeinga 747 (linii Atlas Air, przewożącego kontyngent amerykańskich żołnierzy rozlokowywany w Polsce).
- 16 marca 2017 – Ryanair ogłosił otworzenie bazy, tworząc nowe połączenia do: Aten, Billund, Castellón, Madrytu oraz Oslo–Torp.
- 16 maja 2017 – TUI ogłosił zimowe połączenie do Punta Cana na Dominikanie. Będzie to pierwsze w historii poznańskiego lotniska bezpośrednie połączenie transatlantyckie. Loty będą wykonywane szerokokadłubowymi Boeingami 767, należącymi do linii TUIfly Netherlands[15].
- 30 marca 2019 – zamknięcie bazy operacyjnej Wizzair[16].
- 30 maja 2019 – Neckermann ogłosił zimowe połączenia czarterowe z Poznania w sezonie 2019/2020 na: Kubę, Jamajkę, Mauritius, Dominikanę, Cypr, Seszele, a także do Tajlandii, RPA, Tanzanii i Zjednoczonych Emiratów Arabskich. Ze względu na ogłoszenie upadłości biura Thomas Cook we wrześniu 2019, wycieczki zostały odwołane[17].
- 16 września 2019 – Wizzair uruchomił połączenie do Kutaisi[18].
- 18 września 2019 – Wizzair wznowił połączenie do Birmingham.
- 28 października 2019 – Ryanair uruchomił połączenie do Budapesztu[19].
- 30 października 2019 – Ryanair uruchomił połączenie do Odessy[20].
- 31 października 2019 – Ryanair uruchomił połączenia do Charkowa i Paryża-Beauvais[21].
- 27 października 2023 – Ryanair zlikwidował połączenie do Budapesztu.
- 29 października 2023 – Flydubai uruchomił połączenie do Dubaju, a Ryanair do Lizbony.
- 31 marca 2024 – Ryanair uruchomił połączenie do Salonik.
- 1 kwietnia 2024 – Ryanair uruchomił połączenie do Pragi.
- 2 kwietnia 2024 – Ryanair uruchomił połączenie do Kopenhagi.
- 4 kwietnia 2024 – Ryanair uruchomił połączenie do Dubrownika.
- 15 kwietnia 2024 – Ryanair zbazował kolejny samolot, uruchamiając połączenie do Malagi oraz zwiększając częstotliwość lotów na wielu trasach.
- kwiecień 2025 – uruchomiono pierwsze cztery nowe linie kontroli wyposażone w prześwietlarki bagażu w III standardzie, umożliwiające m.in. sprawdzanie butów bez ich zdejmowania, a także zmodernizowano tablice odlotów/przylotów[22].

## Kierunki lotów i linie lotnicze
| Linia Lotnicza       | Kierunek |
| -------------------- | --- |
| Buzz                 | Sezonowe czartery: 1. Tirana 2. Antalya 3. Larnaka 4. Kos 5. Heraklion 6. Zakintos 7. Kawala 8. Warna 9. Marsa Alam 10. Palma de Mallorca 11. Mahon |
| Enter Air            | Sezonowe czartery: 1. Antalya 2. Izmir 3. Bodrum 4. Dalaman 5. Burgas 6. Warna 7. Enfidha 8. Dżerba 9. Fuerteventura 10. Girona 11. Palma de Mallorca 12. Hurghada 13. Marsa Alam 14. Korfu 15. Kos 16. Rodos 17. Heraklion 18. Chania 19. Zakintos 20. Agadir |
| European Air Charter | Sezonowe czartery: 1. Burgas |
| Flydubai             | 1. Dubaj |
| KLM                  | 1. Amsterdam |
| LOT                  | 1. Warszawa-Okęcie (Port Lotniczy im. Fryderyka Chopina) Sezonowe czartery: 1. Bodrum |
| Lufthansa            | 1. Frankfurt 2. Monachium |
| Pegasus Airlines     | Sezonowe czartery: 1. Antalya |
| Ryanair              | 1. Alicante 2. Amman 3. Paryż-Beauvais 4. Mediolan-Bergamo 5. Bari 6. Birmingham 7. Bristol 8. Bruksela-Charleroi 9. Cork 10. Dublin 11. Edynburg 12. Kopenhaga 13. Leeds/Bradford 14. Lizbona 15. Liverpool 16. Londyn-Stansted 17. Malta 18. Malaga 19. Manchester 20. Rzym-Ciampino 21. Saloniki 22. Sandefjord-Torp 23. Pafos 24. Palermo 25. Praga 26. Sztokholm-Arlanda 27. Tel Awiw 28. Walencja (od 31 marca 2025) 29. Wenecja-Treviso Sezonowo: 1. Burgas 2. Cagliari 3. Chania 4. Korfu 5. Girona 6. Palma de Mallorca 7. Pula 8. Tirana (od 30 marca 2026) 9. Zadar 10. Dubrownik |
| SAS                  | 1. Kopenhaga |
| Smartwings           | Sezonowe czartery: 1. Bodrum 2. Korfu 3. Heraklion 4. Zakintos 5. Tirana 6. Marsa Alam |
| Wizz Air             | 1. Kutaisi 2. Londyn-Luton Sezonowo: 1. Tirana 2. Werona |

## Statystyki ruchu
Zobacz zapytanie i odniesienia źródłowe Wikidata o wartości.

| Rok  | Pasażerowie | Cargo (t) | Operacje lotnicze |
| ---- | ----------- | --------- | ----------------- |
| 1998 | 192 398     | 787       | 9105              |
| 1999 | 208 367     | 848       | 11 063            |
| 2000 | 227 874     | 885       | 13 225            |
| 2001 | 227 914     | 885       | 15 397            |
| 2002 | 227 498     | 598       | 13 007            |
| 2003 | 263 551     | 1231      | 14 174            |
| 2004 | 351 036     | 1512      | 9202              |
| 2005 | 399 255     | 2166      | 8983              |
| 2006 | 637 021     | 2156      | 10 722            |
| 2007 | 863 018     | 2454      | 12 062            |
| 2008 | 1 274 679   | 2748      | 23 609            |
| 2009 | 1 271 757   | 2150      | 22 862            |
| 2010 | 1 419 121   | 2395      | 23 601            |
| 2011 | 1 463 443   | 2720      | 23 071            |
| 2012 | 1 594 929   | 2562      | 25 256            |
| 2013 | 1 355 056   | 2299      | 20 602            |
| 2014 | 1 445 350   | 2291      | 20 998            |
| 2015 | 1 500 918   | bd.       | 21 819            |
| 2016 | 1 710 216   | bd.       | 24 776            |
| 2017 | 1 852 655   | bd.       | 24 391            |
| 2018 | 2 476 304   | bd.       | 31 189            |
| 2019 | 2 379 635   | 100       | 31 923            |
| 2020 | 657 709     | N/A       | 19 616            |
| 2021 | 1 055 162   | bd.       | 22 382            |
| 2022 | 2 252 428   | bd.       | 33 998            |
| 2023 | 2 876 933   | bd.       | 34 966            |
| 2024 | 3 607 714   | bd.       | 40 881            |
|      |             |           |                   |

## Komunikacja miejska
Na lotnisko Ławica można dojechać bezpośrednio autobusem MPK linii:
- 148 z ronda Kaponiera
- 159 z dworca kolejowego Poznań Główny
- 222 (nocny) z Mogileńskiej przez Rondo Kaponiera

## Częstotliwości radiowe
- ILS LOC (id: POZ) – 110,300 MHz
- ILS GP – 335,000 MHz
- DVOR/DME (id:LAW) – 115,800 MHz
- Wieża (Poznań Tower) – 119,980 MHz
- ATIS – 124,705 MHz
- Zbliżanie (Poznań APP) – 128,925 MHz
- Delivery (Poznań Delivery) – 121,805 MHz
- Ground – POZ Airport Service[43] – 131,950 MHz
- POZ Airport Service – 152,550 MHz

## Mylenie Ławicy z pobliskim wojskowym lotniskiem na Krzesinach
Port lotniczy Poznań-Ławica (kod ICAO: EPPO) leży nieopodal wojskowego lotniska 31 Bazy Lotniczej Poznań-Krzesiny (kod ICAO: EPKS). Oba lotniska posiadają 2500-metrowe (Ławica obecnie ma 2504 m) drogi startowe o podobnym układzie – Ławica: RWY 10/28 (azymut 099/284); Krzesiny: RWY 11/29 (azymut 117.9/297.9) ze światłami PAPI – leżące mniej więcej w linii prostej, a Krzesiny występują jako pierwsze przy podejściach od wschodu – co czasami powodowało pomyłki pilotów w lądowaniu. 16 sierpnia 2006, turecki Boeing 737, samolot czarterowy linii Sky Airlines, lot SHY335, lecący z Antalyi do Poznania, dokonał mylnego lądowania o 19:50 na lotnisku na Krzesinach.
Według Krzysztofa Krawcewicza, pilota i redaktora naczelnego miesięcznika „Przegląd Lotniczy/Aviation Revue”, było to już co najmniej siódme omyłkowe podejście samolotu do lądowania na Krzesinach w 2006. Winił on m.in. „skandaliczne procedury jakie obowiązują w kontroli lotów na Ławicy” i brak radaru podglądu podejścia, który wprawdzie istniał, lecz był wyłączony z użytku przez Agencję Ruchu Lotniczego.
Obecnie omyłkowe lądowania samolotów cywilnych na lotnisku wojskowym Poznań-Krzesiny nie występują co najmniej od 2007 r., kiedy to uruchomiono cywilną radarową służbę kontroli zbliżania, naprowadzającą samoloty do lądowania zarówno na lotnisku cywilnym Poznań-Ławica, jak i na wojskowym lotnisku w Krzesinach.

## Sztuka
Na lotnisku w Poznaniu stoją trzy rzeźby:
- Neseser autorstwa Macieja Kuraka,
- Lotus Eaters autorstwa Piotra Kurki,
- Life is a Story autorstwa Izabelli Gustowskiej.

Przed starym terminalem znajduje się natomiast Pomnik Zdobywców Lotniska Ławica z 1984 autorstwa Jerzego Sobocińskiego i Saturnina Skubiszyńskiego.
W grudniu 2012, w ramach projektu „Epitafium dla Komedy” autorstwa Piotra Kurki pod sufitem terminalu zawisł fortepian koncertowy. Projekt uzupełnia pufa w kształcie fortepianu. Siadając na niej pasażerowie uruchamiają nagrania utworów Krzysztofa Komedy w aranżacji poznańskiego muzyka Jana Jęchorka.